# Эустеноптероны
Эустеноптероны (лат. Eusthenopteron) — род вымерших лопастепёрых рыб, близких к предкам четвероногих. Ранее считалось, что эти рыбы выходили на берег, однако, сейчас большинство палеонтологов сходится на том, что они обитали в пелагической зоне. В род входят несколько видов, существовавших в позднем девоне, около 385 млн лет назад. Эустеноптероны были впервые описаны J. F. Whiteaves в 1881 году в ходе работ по исследованию большой коллекции окаменелых останков рыб, найденных в канадском Национальном парке Мигуаша (Miguasha). Было найдено около 2000 экземпляров эустеноптеронов, один из которых был подробно исследован и описан в цикле статей, издававшихся с 1940-х по 1990-е шведским палеоихтиологом Эриком Ярвиком (Erik Jarvik, 1907—1998).

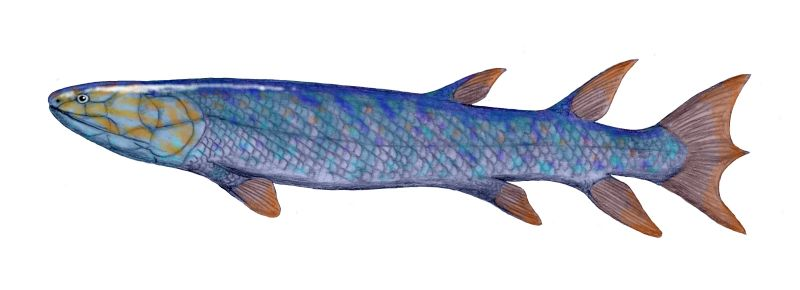
Реконструированный внешний вид Eusthenopteron foordi

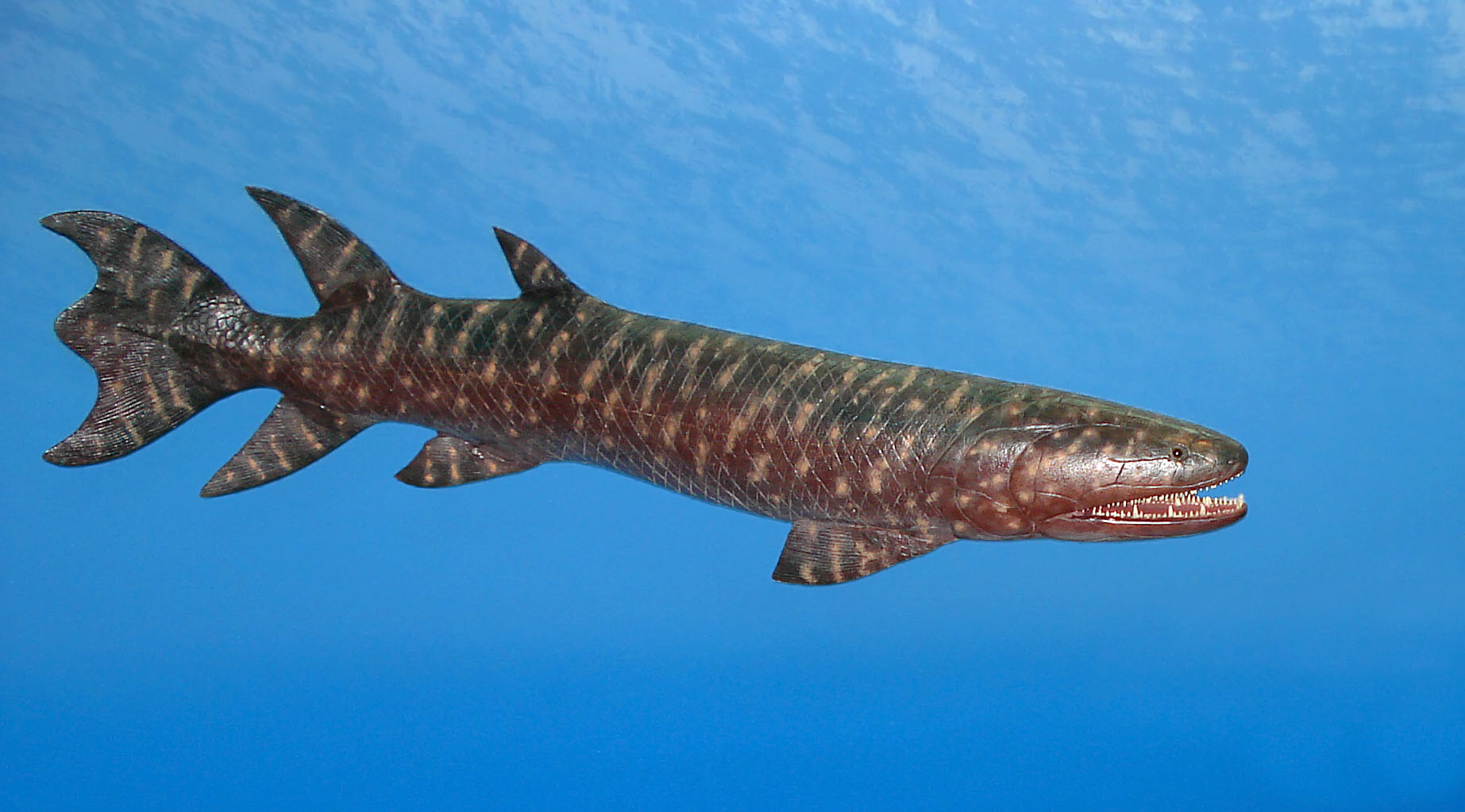
Модель-реконструкция Eusthenopteron в Государственном музее естествознания в Штутгарте

## Классификация
В род включают несколько вымерших видов:
- Eusthenopteron foorditypus
- Eusthenopteron savesoderberghi
- Eusthenopteron waengsjoei
- Eusthenopteron wenjukowi